# Nowohucka Biblioteka Publiczna

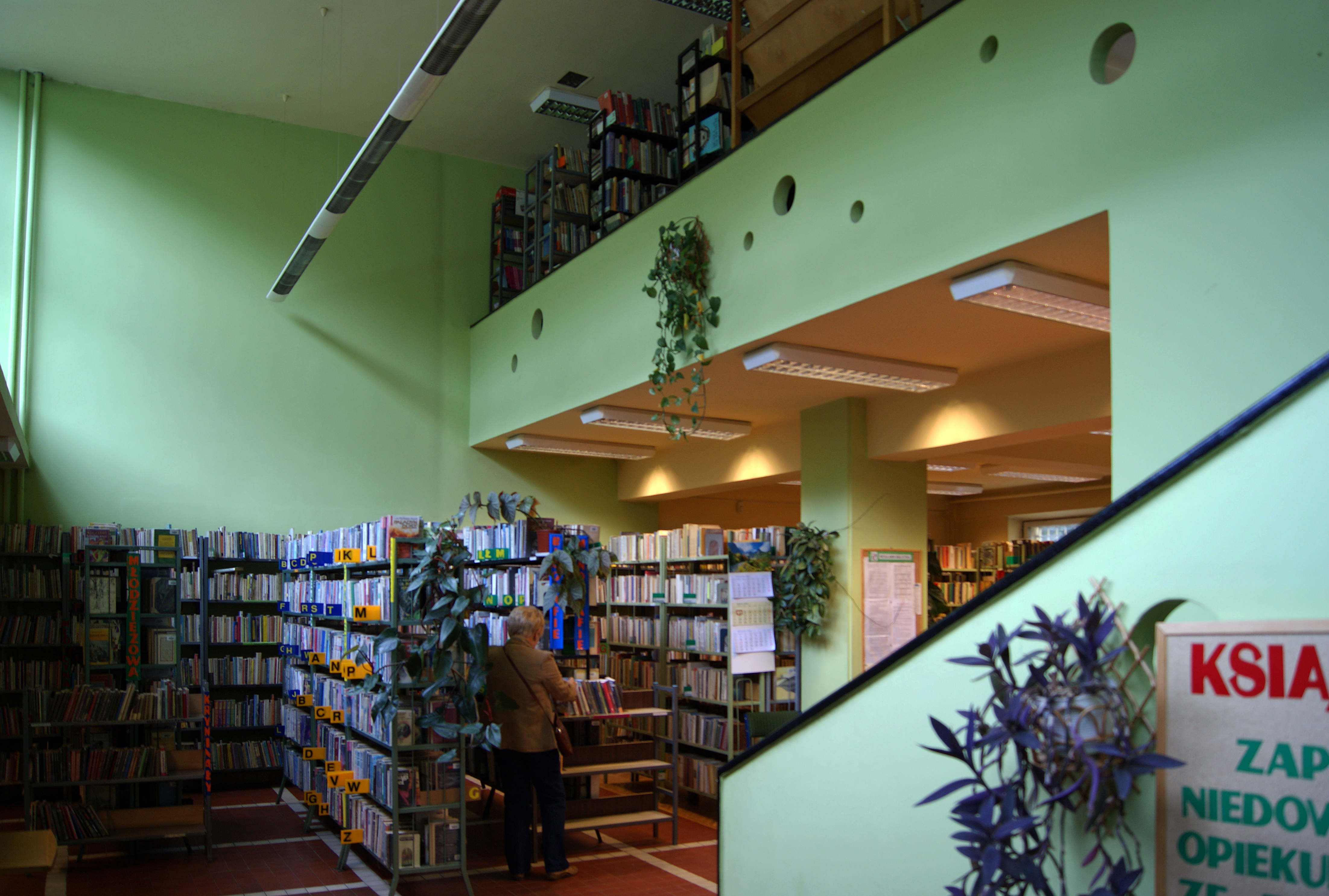
Filia nr 4-wnętrze, os. Zgody 7

Nowohucka Biblioteka Publiczna – instytucja kultury, powstała w 1995 roku. 1.01.2017 utworzono Bibliotekę Kraków po połączeniu czterech samodzielnych dzielnicowych sieci bibliotek. Biblioteka Kraków tworzy sieć 57 placówek w dotychczasowych siedzibach

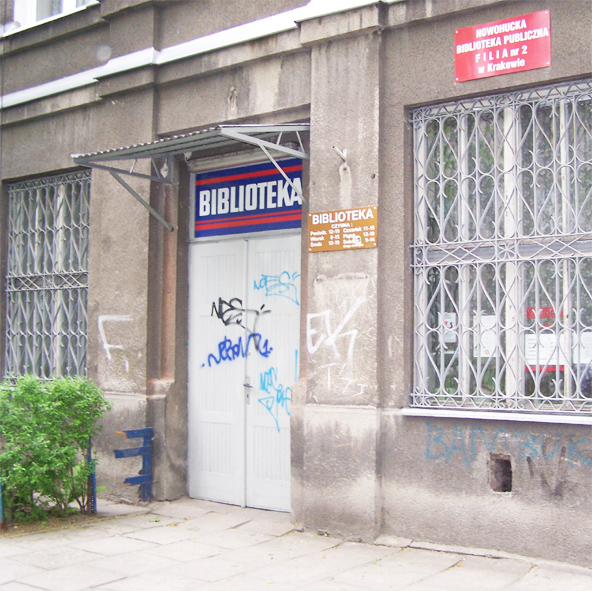
Filia nr 2, os. Teatralne 25

## Historia
W roku 1951 powstała pierwsza biblioteka na terenie Nowej Huty, była to filia Miejskiej Biblioteki Publicznej w Krakowie.
W roku 1975 powstała samodzielna organizacyjnie jednostka, Dzielnicowa Biblioteka Publiczna, która od 1995 roku funkcjonowała pod nazwą Nowohucka Biblioteka Publiczna. Instytucja ta składała się z biblioteki wiodącej i 10 filii bibliotecznych. Podzielona była na czytelnię dla dorosłych, czytelnię naukową (baza danych REGION) i czytelnię dla dzieci.

## Działalność
Biblioteka działała w obrębie krajowej sieci bibliotecznej. Główną siedzibą biblioteki był budynek w Krakowie na os. Stalowym 12, a obszarem jej działania był teren dawnej dzielnicy Nowa Huta.
Biblioteka upowszechniała czytelnictwo gromadząc i udostępniając zbiór książek i czasopism, prowadziła działalność kulturalno-oświatową, organizowała imprezy takie jak: prelekcje, spotkania autorskie, konkursy, promocje wydawnictw, montaże słowno muzyczne, recitale aktorskie, wieczory baśni i poezji, wycieczki, lekcje biblioteczne. Nowohucka Biblioteka Publiczna współdziałała z lokalnym środowiskiem uczestnicząc w realizacji programów edukacyjno-wychowawczych i ekologicznych.

## Placówki
- Biblioteka Główna os. Stalowe 12
- Filia nr 1 os. Młodości 8
- Filia nr 2 os. Teatralne 25
- Filia nr 3 os. Kościuszkowskie 5
- Filia nr 4 os. Zgody 7 (dla dorosłych)
- Filia nr 5 os. Zgody 7 (dla dzieci)
- Filia nr 6 os. Na Stoku 1
- Filia nr 7 os. Kalinowe 4
- Filia nr 8 os. Bohaterów Września 26
- Filia nr 9 os. Tysiąclecia 42
- Filia nr 10 os. Dywizjonu 303 1